# Science (znanstveni časopis)
Science je američki tjedni znanstveni časopis. Objavljuje članke iz svih područja egzaktnih znanosti: biologije, kemije, fizike, matematike i drugih te humanističkih znanosti (antropologija, arheologija i dr.).
Pokrenuo ga je Thomas Alva Edison. Prvi je broj izašao 3. srpnja 1880. godine.
Izdavač je Američko društvo za unaprjeđenje znanosti (American Association for the Advancement of Science). Čimbenik odjeka (impact factor) je 33,611. Science i Nature su 2007. primili Nagradu princeze Asturije za komunikaciju, prvu koju su dobili znanstveni časopisi.
Današnji glavni urednik je biokemičar Bruce Alberts. 

## Vanjske poveznice
- Službene stranice